# Bas Itna Sa Khwaab Hai
Bas Itna Sa Khwaab Hai (Hindi: बस इतना सा ख्वाब है, bas itnā sā khvāb hai; wörtl. Übersetzung: Es ist nur ein kleiner Traum) ist ein Hindi-Film von Goldie Behl aus dem Jahr 2001.

## Handlung
Surajchand Srivastav möchte ein besseres Leben haben, als er es momentan hat. Er träumt davon genauso mächtig und berühmt zu sein wie sein Vorbild Naved Ali. Um dieses zu schaffen, geht Suraj nach Mumbai und besucht dort das gleiche College wie Naved Ali. Dort lernt er Pooja kennen. Die beiden verlieben sich ineinander und heiraten. Er bewirbt sich um ein Stipendium, das er aber nicht bekommt, da er einem Polizisten das Leben rettet und so den entscheidenden Wettkampf verpasst. Dafür taucht Lara Oberoi auf. Sie ist die rechte Hand von Naved Ali. Sie sagt Suraj, dass er ein Held sei und Naved mit ihm sprechen möchte. Naved ist begeistert von dem Ehrgeiz Surajs und stellt ihn ein, damit Suraj einen neuen internationalen Sender aufzieht. Die Karriere von Suraj geht steil bergauf und er gewöhnt sich an den Ruhm und das Geld. Durch den Ruhm und die viele Arbeit entfernt er sich immer weiter von Pooja und gefährdet damit seine Ehe. Nach einiger Zeit merkt er, dass Naved Ali, den Suraj bewundert hat, kein guter Mann ist, so wie Suraj gedacht hat. Er entscheidet sich gegen ein Leben bei Naved Ali und Lara Oberoi und geht zu seiner Frau Pooja zurück, um mit ihr ein friedliches Leben zu leben.

## Drehorte
- Mumbai, Maharashtra, Indien
- Neuseeland
- Varanasi, Uttar Pradesh, Indien